# 群馬県立太田特別支援学校
群馬県立太田特別支援学校（ぐんまけんりつ おおたとくべつしえんがっこう）は、群馬県太田市藤阿久町にある公立養護学校。知的障害を抱える児童・生徒を教育対象とする。

## 沿革
- 1961年（昭和36年） - 太田市立太田養護学校として開校。
- 1967年（昭和42年） - 校歌ができる。
- 1972年（昭和47年） - 小学部を再設置する。
- 1973年（昭和48年） - 在宅児童訪問指導を開始する。
- 1979年（昭和54年） - プールが完成する。
- 2020年（令和2年） - 群馬県に移管され群馬県立太田特別支援学校に改称。

## 学部
- 小学I部
- 小学II部
- 中学部
- 肢体訪問部